# Gary Hall Jr.
Gary Hall Jr. (n. 26 septembrie 1974, Cincinnati, Ohio, SUA) este un înotător american, medaliat olimpic. A participat la 3 ediții ale Jocurilor Olimpice (1996, 2000, 2004) în care a câștigat 3 medalii de aur.